# مارتا میلانس
مارتا میلانس (انگلیسی: Marta Milans) بازیگر اهل اسپانیا است. وی از سال ۲۰۰۶ میلادی تاکنون مشغول فعالیت بوده‌است.
از فیلم‌ها یا برنامه‌های تلویزیونی که وی در آن نقش داشته‌است، می‌توان به شزم!، شزم! خشم خدایان، آشر، گم شدن الانور ریگبی، خطوط سفید، معماهای لورا و زنان قاتل اشاره کرد.